# Херсонський Гранд-Каньйон
Херсонський Каньйон — розташовується на березі Дніпровсько-Бузького лиману в 50 км від Херсону. Каньйон є складовою ландшафтного заказника Станіславський.

## Історія
У 12-11 століттях до н. е. тут були поселення білозерської культури. З 6 століття до н.е. і до 4 століття н. е. ці землі заселяли поселення Черняхівської культури. 